# Preston Tucker
Preston Thomas Tucker, född 21 september 1903 i Capac i Saint Clair County, Michigan, död 26 december 1956 i Ypsilanti i Washtenaw County, Michigan, var en amerikansk bilkonstruktör och företagare.  
Tucker är mest känd för utvecklandet av Tucker Torpedo, den enda bilmodell som tillverkades av Tucker. Bilen är känd för de för sin tid avancerade tekniska lösningarna, varav flera etablerades i moderna bilar, bland annat kamlös ventilstyrning, direktinsprutning och skivbroms. 1988 inspelades en film om hans arbete med biltillverkningen, Tucker – en man och hans dröm, med Jeff Bridges som Tucker.

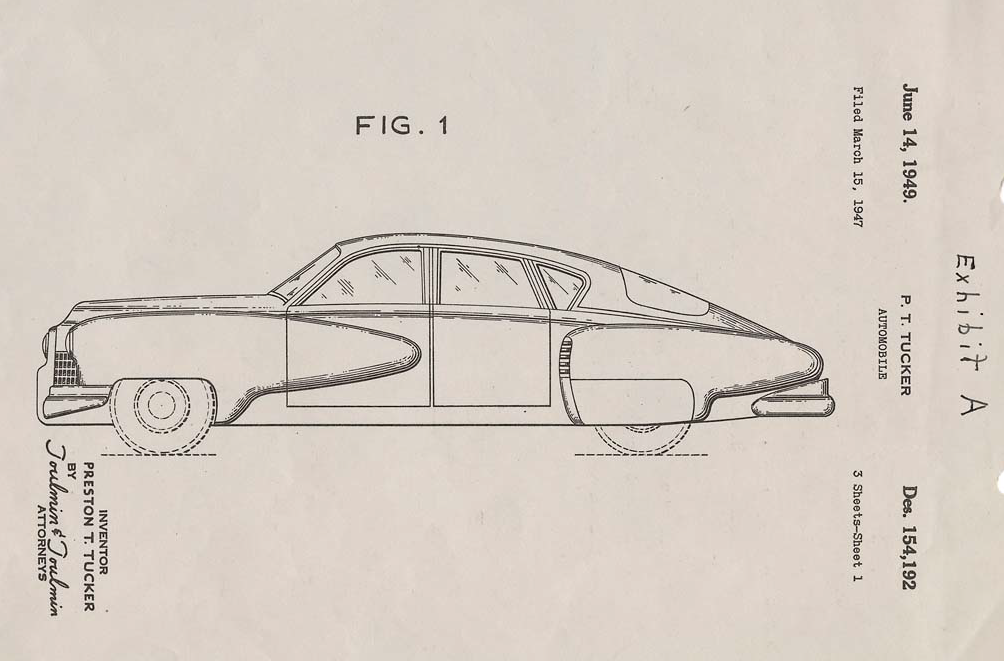
Patentskiss för Tucker torpedo.